# Julian Steward

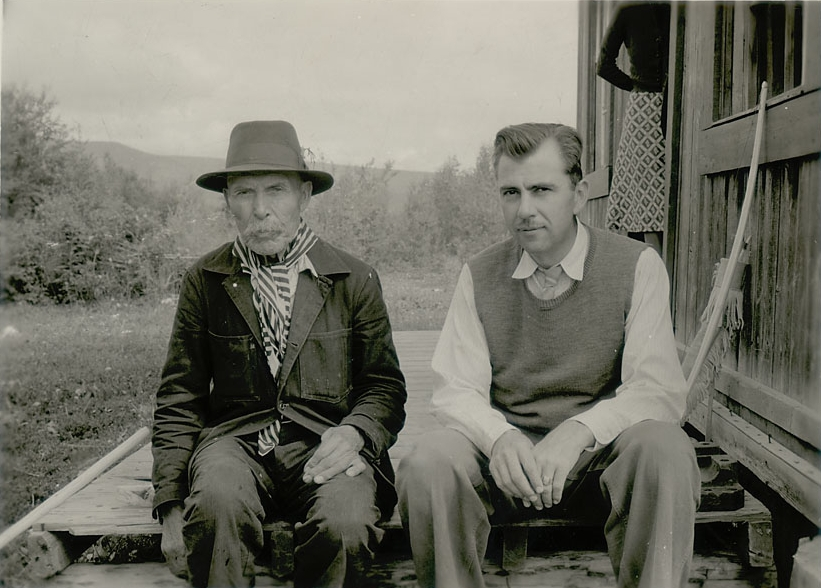
Julian Steward (rechts)

Julian Haynes Steward (* 31. Januar 1902 in Washington, D.C.; † 6. Februar 1972 in Urbana, Illinois) war ein US-amerikanischer Anthropologe, der durch seine Kulturökologie und die Weiterentwicklung der anthropologischen Theorie der kulturellen Evolution in den Jahren nach dem Zweiten Weltkrieg bekannt wurde.

## Leben
Julian Steward war das zweite Kind von Thomas und Grace Steward. Sein Vater leitete die Prüfungskommission im US-Patentamt. Sein Onkel war der Chef der Wettervorhersage beim US Weather Bureau. Während der Vater Thomas Steward ein überzeugter Atheist war, konvertierte die Mutter Grace Steward im Jahr 1911 zur Christian Science. Die unterschiedliche religiöse Einstellung der Eltern endete mit einer Scheidung der Ehe.
Als Kind zeigte Julian Steward zunächst kein großes Interesse an der Anthropologie, aber mit sechzehn Jahren kam er an das exklusive Deep Springs College in Kalifornien, nahe am Owens Valley gelegen. Die hier gesammelten Erfahrungen mit der Arbeit auf einer Ranch, in den Hochgebirgen der Umgebung und mit den örtlichen Stämmen der Shoshone und Paiute weckten sein Interesse am amerikanischen Westen. Von 1921 bis 1922 studierte Julian Steward an der University of California, Berkeley und wechselte dann zur Cornell University nach Ithaca (New York). Da letztere keine anthropologische Abteilung besaß, studierte er Zoologie und Biologie und erwarb seinen B.A. Der Präsident des Colleges, Livingston Farrand (1867–1939), ein Schüler von Franz Boas, konnte Stewards Interesse an der Anthropologie weiterhin fördern. 1925 kehrte Steward nach Berkeley zurück und machte 1926 den M.A. in Anthropologie. 1929 promovierte er zum Ph.D. in Anthropologie über den rituellen Clown mit der Dissertation: The Clown in Native North America.
Anthropologie wurde an der University of California, Berkeley von Alfred Kroeber mit der finanziellen Unterstützung von Phoebe Hearst am Anfang des 20. Jahrhunderts gegründet, Kroeber, Robert Lowie und Edward Gifford machten Berkeley in den 1920er Jahren zur wichtigsten Universität für Anthropologie an der Westküste.
1928 wurde Steward Dozent in Ann Arbor an der University of Michigan, deren anthropologische Abteilung er aufbaute. Der Evolutionist Leslie White machte sie später bekannt. Steward ging 1930 an die University of Utah und führte von dort umfangreiche Feldforschung in Kalifornien, Nevada, Idaho und Oregon durch.
Von 1935 bis 1946 war Julian Steward im Bureau of Indian Affairs bei der Reform der Organisation in einer leitenden Funktion tätig. Die Reform wurde als New Deal for the American Indian bekannt. Steward war dabei in diverse politische und finanzielle Angelegenheiten involviert, wodurch er einen beachtlichen Einfluss hatte.
Er gab das siebenbändige Handbook of South American Indians heraus. Er nahm auch eine Stelle am Smithsonian Institute in Washington, D.C. an, wo er 1943 das Institute for Social Anthropology gründete. Er arbeitete außerdem in einem Komitee zur Neuorganisation der American Anthropological Association und war an der Schaffung der National Science Foundation beteiligt. Er war bei archäologischen Tätigkeiten aktiv, wobei er den Kongress zur Einrichtung des Committee for the Recovery of Archaeological Remains (der Beginn dessen, was man heute „bergende Archäologie“ nennt) veranlasste. Zusammen mit Wendell Bennett errichtete er das Viru Valley Project, ein ambitioniertes Forschungsprogramm in Peru.
Steward übernahm 1946 den Vorsitz der anthropologischen Abteilung an der New Yorker Columbia University, dem Zentrum der Anthropologie in den USA. Es gab damals einen enormen Zustrom von Weltkriegs Veteranen, denen die G. I. Bill of Rights ein Studium ermöglichte, Steward soll 35 Doktoranden betreut haben. Eine Gruppe seiner Studenten, von denen viele einen bedeutenden Einfluss in der US-amerikanischen Anthropologie haben sollten, bildeten die Gruppe Mundial Upheaval Society. Zu ihr gehörten:
- Sidney Mintz
- Eric Wolf
- Stanley Diamond
- Robert Manners
- Morton Fried
- Robert F. Murphy
- Elman Service
- Marvin Harris.

Viele dieser Studenten nahmen an einer groß angelegten Forschungsstudie über die Modernisierung in Puerto Rico teil. Virginia Kerns nennt ferner David Aberle, Pedro Carrasco, Clifford Evans, Louis Faron, Frederic K. Lehman, Robert Murphy, Raymond Scheele und Elliott Skinner. Elena Padilla und Vara Rubin waren anscheinend die beiden einzigen weiblichen Studentinnen, von denen Steward überzeugt war.
Steward ging 1952 von Columbia zur University of Illinois at Urbana-Champaign, wo er bis zu seiner Emeritierung 1968 lehrte. Dort führte er eine weitere Studie – eine vergleichende Analyse der Modernisierung in elf Gesellschaften der Dritten Welt – durch. Die Ergebnisse dieser Forschung veröffentlichte er in dem dreibändigen Werk Contemporary Change in Traditional Societies.
1954 wurde Steward in die National Academy of Sciences gewählt.

## Position
Julian Steward leistete Beiträge zur Entwicklung einer Theorie der kulturellen Evolution, zum Neoevolutionismus sowie zur Modellbildung einer Kulturökologie:
Während der ersten drei Jahrzehnte des 20. Jahrhunderts kritisierte man die amerikanische Anthropologie wegen ihrer Generalisierungen und ihrer Weigerung, weitreichendere Schlüsse aus den akribisch genauen Monographien zu ziehen. Steward brachte die Anthropologie weg von diesem partikularistischen Ansatz und entwickelte das Konzept eines multilinearen Evolutionismus:
"Mit seiner Hilfe sollten die problematischen Generalisierungen des unilinearen Ansatzes überwunden werden, der eine Monogenesis der kulturellen Entwicklung voraussetzte. Unter Einbeziehung genauerer historischer Analysen der Kulturentwicklung unter dem Einfluss der Umwelt galt es, die Mehrdimensionalität der Evolution zu begreifen und eine entsprechende Methodologie der Forschung zu entwickeln." 
Dieser Ansatz war nuancierter als Leslie Whites Theorie der unilinearen Evolution, die von Denkern wie Herbert Spencer beeinflusst war. Stewards Interesse an der Evolution der Gesellschaft veranlasste ihn auch, Prozesse der Modernisierung zu untersuchen. Als einer der ersten Anthropologen erforschte er, wie die nationalen und lokalen Ebenen der Gesellschaft verbunden sind. Er bezweifelte die Möglichkeit, eine soziale Theorie der gesamten Evolution der Menschheit zu erstellen, aber er sagte, dass Anthropologen nicht auf die Beschreibung spezifischer, existierender Kulturen beschränkt seien. Er hielt es für möglich, eine Theorie aufzustellen, mit der man eine typische, gemeinsame Kultur, die spezielle Zeitalter oder Regionen repräsentiert, analysieren kann. Als entscheidende Faktoren für die Entwicklung einer Kultur nannte er Technologie und Ökonomie und sekundäre Faktoren wie das politische System, Ideologien und Religion. All diese Faktoren führen die Evolution einer bestimmten Gesellschaft in mehrere Richtungen gleichzeitig, weshalb man hier von der multilinearen Evolution spricht.

## Veröffentlichungen
Autor
- The Clown in Native North America. Dissertation 1929 u. Taylor & Francis 1991.
- The Ceremonial Buffoon of the American Indian. Michigan Academy of Science. Art and Letters Nr. 14, 1930, S. 187–207.
- Petroglyphs of California and Adjoining States. In: University of California Publications in American Archaeology and Ethnology, Bd. 24, Nr. 2. Berkeley 1929, S. 47–238.
- Ecological Aspects of Southwest Society. In: Anthropos, Bd. 32, Heft 1/2, 1937, S. 87–104.
- Ethnography of the Owens Valley Paiute. In: University of California Publications in American Archaeology and Ethnology, Bd. 33, Nr. 3. Berkeley 1934.
- Native Cultures of the Intermontane (Great Basin) Area. In: Essays in Historical Anthropology of North America, Smithsonian Miscellaneous Collection, C., Washington, D.C., 1938, S. 479–498.
- Basin-Plateau Aboriginal Sociopolitical Groups. Smithsonian Institution, Bureau of American Ethnology Bulletin, Nr. 120, Washington, D.C., 1938.
- Theory of Culture Change. The Methodology of Multilinear Evolution. University of Illinois Press, Urbana 1955.
- Native Peoples of South America. Gemeinsam mit Louis C. Faron. McGraw-Hill, 1959.
- Alfred Kroeber. Columbia University Press, New York 1973.

Herausgeber
- Handbook of South American Indians. 6 Bände u. 1 Bd. Index (1963). Smithsonian Institution, Bureau of American Ethnology Bulletin, Nr. 142, Washington, D.C., 1946ff. u. Cooper Square Publishers, New York 1963.
- Julian Steward mit Robert A. Manners, Eric R. Wolf, Elena Padilla Seda, Sidney W. Mintz und Raymond L. Scheele: The People of Puerto Rico, University of Illinois Press, Urbana, 1956 u. 1972.
- Contemporary Change in Traditional Societies. 3 Bände. University of Illinois Press, Urbana 1967.